# Kościół świętych Bernardyna i Rocha w Chieri
Kościół świętych Bernardyna i Rocha w Chieri (wł. Chiesa dei Santi Bernardino e Rocco) – katolicki kościół parafialny zlokalizowany we włoskim mieście Chieri (Piemont), przy Piazza Cavour.

## Historia i architektura

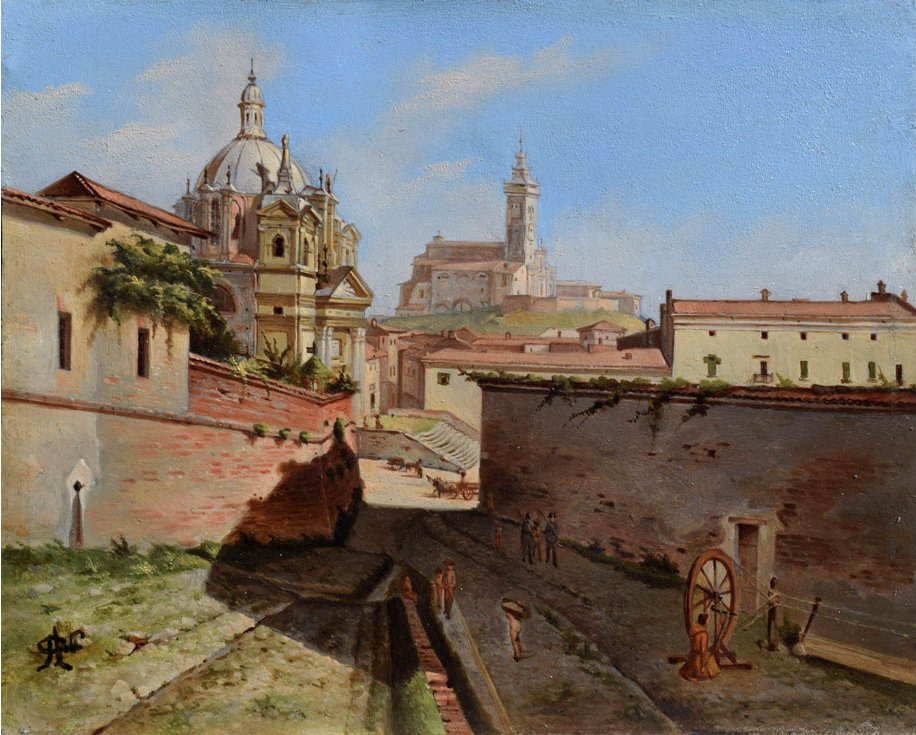
Kościół na obrazie Alberto Maso Gilli'ego

Obiekt został zbudowany w latach 1675-1683, powiększony w 1694 i przebudowany w latach 1740-1744. Bryła świątyni dominuje nad Piazza Cavour. Jej charakterystyczna neoklasycystyczna fasada z dwiema dzwonnicami została zaprojektowana przez Mario Quariniego z Chieri. Kopuła z podłużnymi oknami w tamborze jest autorstwa Bernarda Vittone (1740-1744). Jasne wnętrza zdobią sztukaterie Giuseppe Antonio Rivy z Carignano.
Płótno ołtarza głównego jest dziełem Guglielmo Caccii i przedstawia Matkę Boską z Dzieciątkiem i patrona kościoła, św. Bernardyna ze Sieny. Istnieją dowody na to, że święty głosił kazania w Chieri podczas swoich podróży po Włoszech. Organy (restaurowane w początku XXI wieku) są najstarszymi w mieście. Płótno po prawej stronie pochodzi ze zniszczonego kościoła św. Rocha. Przedstawia Trójcę Świętą oraz ukoronowaną Maryję w obecności świętych Rocha, Sebastiana, Jerzego i Wilhelma. Zawiera sugestywny widok Chieri z murami, wieżami i dzwonnicami. Jest własnością Bractwa Świętego Imienia Jezusa, który troszczy się o jego odnawianie i konserwację. W sali obrad przy świątyni znajduje się ponadto cenne płótno przedstawiające św. Mikołaja z Tolentino.